# Gerasimos Danilatos
Gerasimos Daniel Danilatos oder Gerry D. Danilatos (* auf Kefalonia) ist ein Physiker, der als Erfinder des ESEM bekannt wurde.

## Biografie
Danilatos Familie emigrierte nach dem Erdbeben von 1953 nach Patras, wo Gerasimos die Grundschule und das Gymnasium abschloss. Nach dem Abitur studierte er an der Nationalen und Kapodistrias-Universität Athen und schloss sein Physikstudium mit Auszeichnung ab, 1972 emigrierte er nach Australien, wo er 1979 heiratete. Als Wissenschaftler an der University of New South Wales entwickelte er in Fortsetzung früherer Versuche von anderen Wissenschaftlern auf nassen Proben zu untersuchen das Rasterelektronenmikroskop ESEM.
2003 wurde sein Lebenswerk mit dem Ernst-Abbe-Award von der New York Microscopical Society ausgezeichnet.